# سیارک ۳۸۰۵
سیارک ۳۸۰۵ (به انگلیسی: 3805 Goldreich، نامگذاری:1981DK3) سه هزار و هشتصد و پنجمین سیارک کشف شده‌است که در ۲۸ فوریه ۱۹۸۱ کشف شد.
قدر مطلق سیارک برابر ۱۲٫۷۰ است.